# Ioan Costande

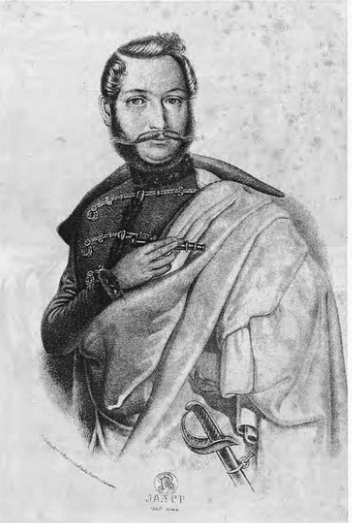
Portretul lui Avram Iancu
Litografia are 22X33 cm. Dedesubtul gravurii este scris: IANCU 1848-1849. În partea stângă apare numele desenatorului: I. Costande c. n., Prof. în Institutu Theres: Sabiniu.

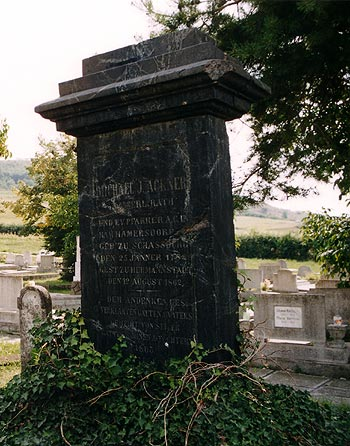
Monumentul funerar al lui Johann Michael Ackner

Ioan Costande scris și Ion Costande (uneori și Constande) (n. 9 decembrie 1819, Răhău, România – d. 1879, Sibiu, Austro-Ungaria) a fost un pictor, sculptor și grafician, revoluționar pașoptist ardelean. A participat la Revoluția din 1848 în calitate de comandant al gărzilor civile din Ocna Sibiului.
Primul îndrumător al pictorului academic Ioan Costande a fost Simion Bâscă-Ciortan din Răhău (1746-1826) un talentat iconar, țesător și cioplitor în piatră și lemn, care din 1775 a funcționat și ca dascăl.
A studiat arta la Viena și Budapesta, ceea ce i-a orientat stilistic opera. La Viena, pe lângă artă a studiat și construcțiile.
Din 1838 a fost profesor de desen la Orfelinatul Terezian din Sibiu. Tot aici a predat și scrierea, arta grafică, geometria, arhitectura și diverse meserii.
Din opera sa pictată nu cunoaștem decât două lucrări.
A rămas în istoria artei ca desenator și singurul litograf român al vremii sale din Transilvania, fiind autorul mai multor portrete, între care Avram Iancu, generalul rus Alexander Nicolaevici Lüders, Horea și Crișan, Gheorghe Barițiu.
În 1845, la moartea episcopului ortodox al Ardealului Vasile Moga, Ioan Costande a publicat un portret al cestuia în Illustrierte Zeitung din Leipzig, cu sprijinul colegului său întru profesie, Theodor Glatz.
În 1862, la moartea lui Johann Michael Ackner a realizat la Gușterița monumentul funerar al acestuia, pe care se afla un bust al defunctului, bust dispărut în prezent.